# Стоколос змінений
Стоколос змінений, бромус мінливий, стоколос лучний, стоколос мінливий, стоколоса нестійна (Bromus commutatus) — вид рослин родини тонконогові (Poaceae), поширений у Європі, західній Азії, Північній Африці.

## Опис
Однорічна трав'яниста рослина (10)20–80(150) см. Стебла поодинокі, або ростуть пучками, прямостійні або висхідні під гострим кутом, 3–5-вузлові. Листові піхви запушені. Лігула 1–4 мм завдовжки. Листові пластини 10–30 см × 3–9 мм; поверхня волосата. Суцвіття — відкрита, еліптична або довгаста волоть, 6–25 см завдовжки. Гілочки волоті грубі, стирчать, в нижньому вузлі довші від колосків. Нижня квіткова луска 8–10 мм довжиною, з широким плівчастим краєм, гола, гладка або шорстка; ості верхніх і нижніх квіток в колосках однакової довжини, майже завжди прямі, рівні лускам або трохи коротші. Зернівка веретеноподібна, прихована квіточкою, волосиста на верхівці; верхівка м'ясиста.

## Поширення
Поширений у Європі, західній Азії, Північній Африці; натуралізований в Канаді, США, Лесото, ПАР; інтродукований до деяких інших країн світу.
В Україні вид зростає на узбіччях полів, біля доріг, на луках — в середній смузі та Криму розсіяно (в пд. Криму, досить часто); в Поліссі й півд. ч. Степу майже відсутній. Бур'ян.

## Галерея

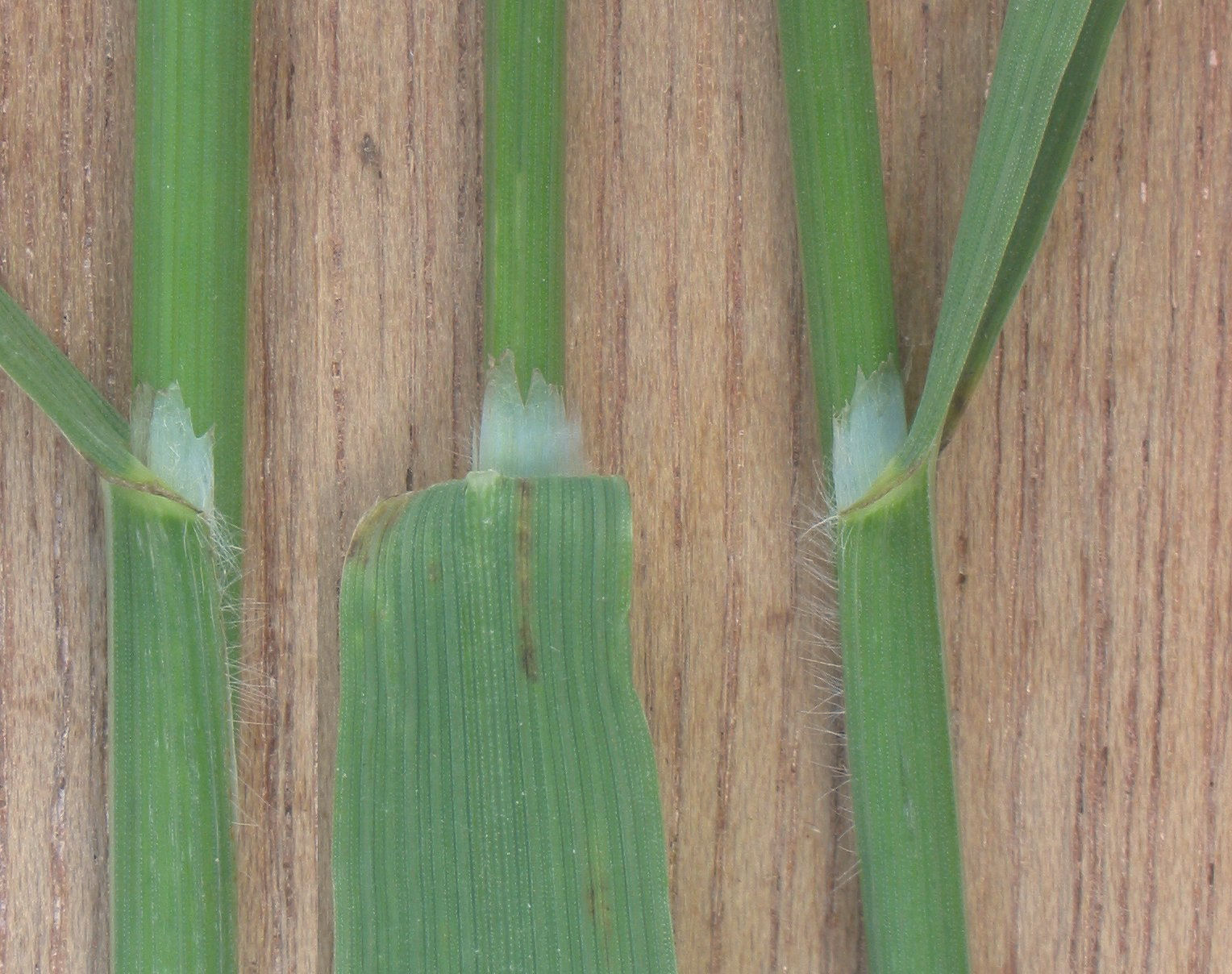
листя
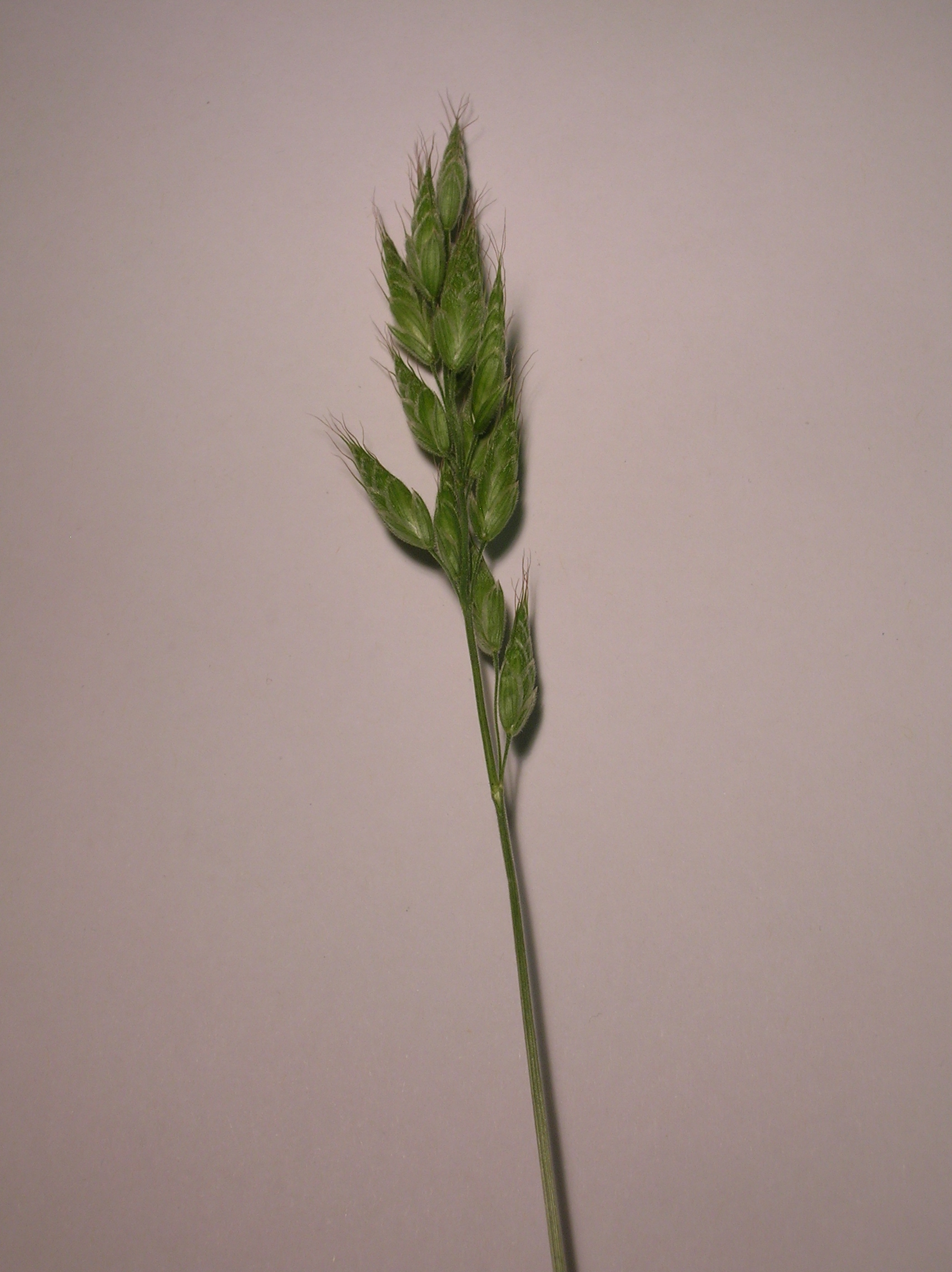
волоть
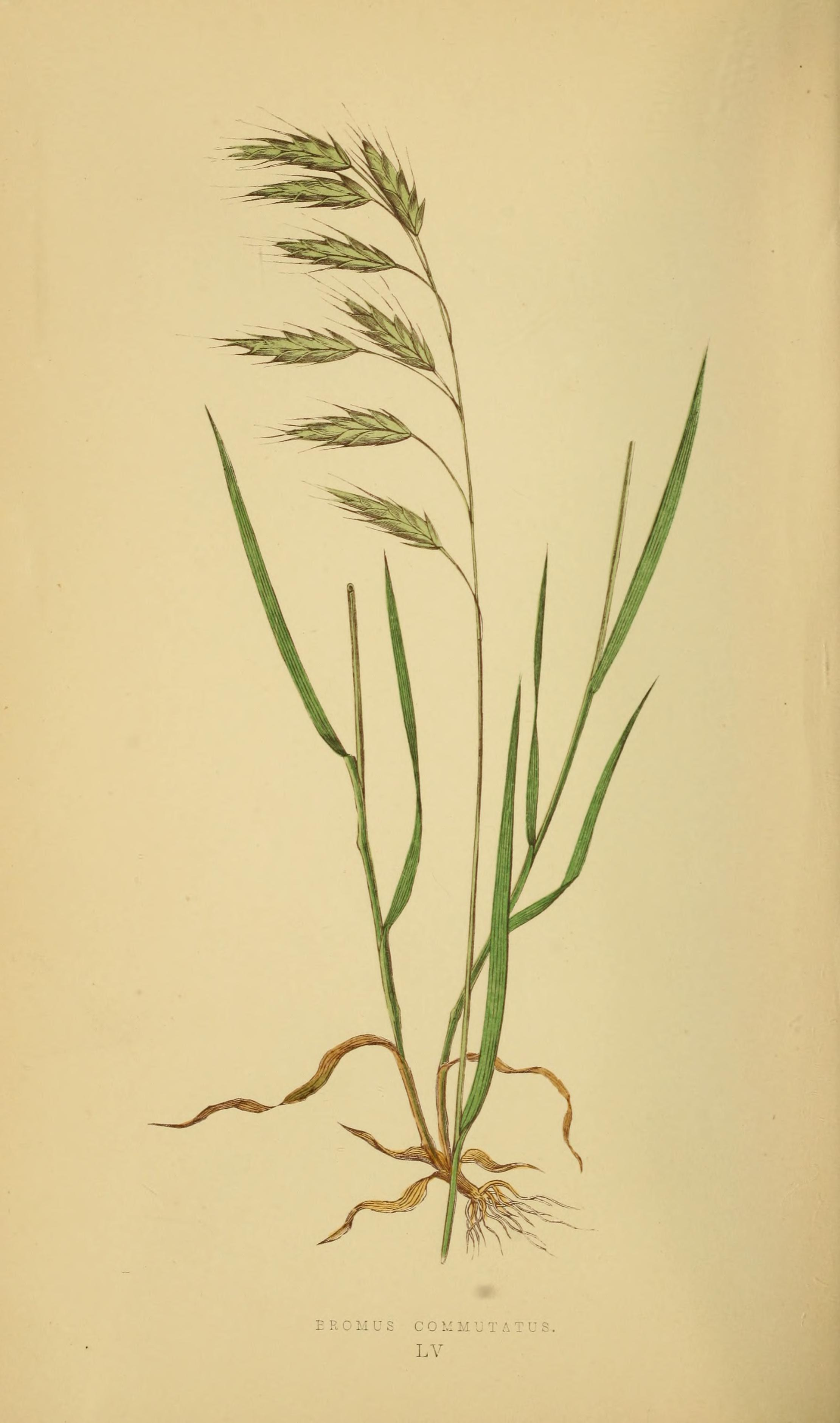
ілюстрація